# Machilus litseifolia
Machilus litseifolia är en lagerväxtart som beskrevs av S. K. Lee in S. K. Lee et al.. Machilus litseifolia ingår i släktet Machilus och familjen lagerväxter. Inga underarter finns listade i Catalogue of Life.